# TuS Wörrstadt
Der TuS Wörrstadt (offiziell Turn- und Sportverein Wörrstadt e. V.) ist ein Sportverein aus Wörrstadt im rheinland-pfälzischen Landkreis Alzey-Worms. Der Verein wurde im Jahre 1847 gegründet und bietet die Sportarten Fußball, Handball, Turnen, Gymnastik, Karneval, Badminton und Leichtathletik an. Bekannt wurde der Verein durch seine Frauenfußballmannschaft, die 1974 Deutscher Meister wurde. Drei Jahre spielten die Wörrstädterinnen in der Bundesliga. Derzeit (Stand: Saison 2025/26) spielt die erste Frauenmannschaft in der viertklassigen Verbandsliga Südwest.

## Geschichte

### Frühe Jahre und die Meisterschaft (1969 bis 1974)
Im Jahre 1969 wurde trotz des noch bestehenden Verbots durch den Deutschen Fußball-Bund die Frauenfußballabteilung gegründet. Das erste Spiel wurde am 2. August 1969 gegen eine Mannschaft aus Dorn-Dürkheim ausgetragen. Da nach der Aufhebung des Frauenfußballverbots noch keine bundesweite Meisterschaft ausgespielt wurde, organisierte Wörrstadts Manager Philipp „Fips“ Scheidt einen Wettbewerb mit allen Meistern der Landesverbände. Dieser sollte ursprünglich Deutschlandpokal heißen, was der DFB nicht anerkennen wollte. Erst nachdem Scheidt damit drohte, sich an die Presse zu wenden, wurde ein Kompromiss erzielt. Der Wettbewerb wurde als Goldpokal ausgetragen. Der TuS Wörrstadt setzte sich am 29. September 1973 im Finale in Rüsselsheim mit 3:1 gegen den FC Bayern München durch und gewann die vom Heinrich-Bauer-Verlag gestiftete Trophäe.
Ein Jahr später wurde dann auch offiziell eine deutsche Meisterschaft ausgespielt. Durch einen 3:0-Sieg über den Bonner SC zog der TuS Wörrstadt in das Endspiel ein, wo die Mannschaft im Mainzer Bruchwegstadion die DJK Eintracht Erle aus Gelsenkirchen mit 4:0 schlug und sich den ersten Meistertitel sicherte. Die damals erst 15-jährige Regine Israel traf dreimal, während Bärbel Wohllebens Treffer von den Zuschauern der ARD-Sportschau zum Tor des Monats gewählt wurde. Anne Trabant-Haarbach vergab in dem Spiel noch einen Foulelfmeter. Der Meistertitel von 1974 sollte der einzige überregionale Erfolg für die Wörrstädterinnen bleiben.
→ Spieldaten der Meisterschaftsendspiels 1974

### Die Vor-Bundesligazeit (1974 bis 1990)
Nach der Saison verließen mit Anne Haarbach und Karin Pätzold zwei Leistungsträgerinnen den Verein in Richtung Bonner SC und auch Erfolgstrainer Erwin Hartmann kehrte im Oktober 1974 dem Verein den Rücken. Dennoch gelang 1975 die erneute Qualifikation für die Deutsche Meisterschaft. Nach einer 0:4-Halbfinalniederlage gegen den Bonner SC verlor der TuS auch das Spiel um Platz drei mit 2:3 gegen Tennis Borussia Berlin. In der zweiten Hälfte der 1970er Jahre erhielten die Wörrstädterinnen mit dem TuS Niederkirchen einen spielstarken Konkurrenten. In den 1980er Jahren kam mit dem SC Siegelbach ein weiterer Konkurrent hinzu.
Auf Bundesebene konnte der TuS erst 1981 wieder Erfolge vermelden. Über den FC Schalke 04 und den SFD ’75 Düsseldorf erreichte die Mannschaft das Halbfinale der Deutschen Meisterschaft und scheiterte dort an Tennis Borussia Berlin. Im erstmals ausgespielten DFB-Pokal erreichten die Wörrstädterinnen sogar das Finale, wo der TuS im Stuttgarter Neckarstadion gegen die SSG 09 Bergisch Gladbach chancenlos war. Bergisch Gladbach, wo Anne Trabant-Haarbach inzwischen Spielertrainerin war, entschied das Spiel mit 5:0 für sich.
→ Spieldaten der Pokalfinals 1981
In den folgenden Jahren übernahm der TuS Niederkirchen die sportliche Vorherrschaft im Südwesten und qualifizierte sich im Jahre 1990 schließlich auch als Landesmeister direkt für die neu geschaffene Bundesliga. Der TuS Wörrstadt wurde Vizemeister und hatte in einer Aufstiegsrunde die Chance, sich auch noch für die Bundesliga zu qualifizieren. Doch die Zusatzchance wurde nicht genutzt und Wörrstadt wurde nur Gruppendritter, während der Tabellenerste SG Praunheim in die neue Eliteklasse einzog.

### Bundesliga und sportliche Talfahrt (1990 bis 2009)
In der nunmehr zweitklassigen Verbandsliga Südwest musste der TuS zunächst zweimal dem SC Siegelbach den Vortritt lassen, ehe die Wörrstädterinnen 1993 die Meisterschaft gewinnen konnten. In der anschließenden Aufstiegsrunde machte der TuS am letzten Spieltag durch ein 1:1 gegen den direkten Konkurrenten SC Freiburg den Sprung in die Bundesliga perfekt. Im seinerzeit noch zweigleisigen Oberhaus kämpften die Wörrstädterinnen von Anfang an gegen den Abstieg und kassierten gegen die Spitzenmannschaften zum Teil herbe Niederlagen. Gleich in der Aufstiegssaison 1993/94 unterlag der TuS beim TuS Niederkirchen mit 0:9, ein Jahr später verlor die Mannschaft beim FSV Frankfurt gar mit 0:11.
Nach insgesamt drei Jahren war die Bundesligazugehörigkeit der TuS Wörrstadt wieder beendet, als die Mannschaft als Vorletzter in die neu geschaffene Oberliga Südwest abstieg. Dort wurden die Wörrstädterinnen zunächst mit großem Rückstand Vizemeister hinter dem SC 07 Bad Neuenahr, ehe die Mannschaft im Mittelmaß der Liga versank. Im Jahre 2002 erreichte die Vereinsgeschichte ihren Tiefpunkt, als der TuS in die drittklassige Verbandsliga Südwest absteigen musste. Nach nur einem Jahr gelang der direkte Wiederaufstieg. Sportlich setzte der Verein zunehmend auf die eigene Jugend. Im Jahre 2008 qualifizierten sich die B-Juniorinnen für die Deutsche Meisterschaft, wo sie in der Vorrunde jedoch als Gruppendritter scheiterten. Ein Jahr später stieg die erste Mannschaft als Meister der Regionalliga Südwest in die 2. Bundesliga auf.

### Gegenwart (seit 2009)
Mit dem erstmaligen Aufstieg in die 2. Bundesliga wurde der TuS zu einer Fahrstuhlmannschaft. Als Tabellenletzter der Saison 2009/10 stieg die Mannschaft prompt wieder in die Regionalliga ab. Nach zwei Jahren Mittelmaß gelang in der Saison 2012/13 der Wiederaufstieg in die 2. Bundesliga. Beim zweiten Anlauf in der Saison 2013/14 waren die Wörrstädterinnen allerdings noch chancenloser und mussten ohne Sieg bei einem Torverhältnis von 5:97 erneut gleich wieder absteigen. Gegen den Meister SC Sand verlor der TuS zu Hause gar mit 0:12.

## Erfolge
- Deutscher Meister: 1973; inoffiziell, 1974
- DFB-Pokalfinalist: 1981
- Meister der Regionalliga Südwest: 2009, 2013
- Südwestdeutscher Meister: 1974, 1975, 1978, 1979, 1981, 1986, 1988
- Südwestpokalsieger: 1980, 1981, 1987, 1988, 1989, 1990, 1991, 2018[9], 2019
- Südwestdeutscher Meister der B-Juniorinnen: 2008

## Persönlichkeiten
- Gerhild Binder
- Mirella Cina
- Hülya Çin
- Uschi Demler
- Heidi Ellmer
- Anne Haarbach
- Regine Israel
- Bärbel Jung
- Ulrike Manewal
- Birgit Mayer
- Isolde Nickel
- Karin Pätzold
- Ursel Petzold
- Edith Solbach
- Bärbel Wohlleben

## Statistik
| Saison | Liga                 | Platz | S             | U             | N             | Tore          | Punkte        | DFB-Pokal          |
| --- | -------------------- | ----- | ------------- | ------------- | ------------- | ------------- | ------------- | ------------------ |
| 1993/94 | Bundesliga Süd       | 08.   | 03            | 02            | 13            | 15:61         | 08:28         | nicht qualifiziert |
| 1994/95 | Bundesliga Süd       | 08.   | 03            | 06            | 09            | 10:38         | 12:24         | 2. Runde           |
| 1995/96 | Bundesliga Süd       | 09.   | 03            | 02            | 13            | 17:61         | 14            | Achtelfinale       |
| 1996/97 | Oberliga Südwest     | 02.   | 11            | 01            | 04            | 36:21         | 34            | 2. Runde           |
| 1997/98 | Oberliga Südwest     | 06.   | 08            | 03            | 09            | 25:37         | 27            | nicht qualifiziert |
| 1998/99 | Oberliga Südwest     | 10.   | 07            | 06            | 09            | 31:42         | 27            | nicht qualifiziert |
| 1999/00 | Oberliga Südwest     | 04.   | 13            | 01            | 10            | 43:31         | 40            | nicht qualifiziert |
| 2000/01 | Oberliga Südwest     | 07.   | 08            | 04            | 10            | 28:27         | 28            | nicht qualifiziert |
| 2001/02 | Regionalliga Südwest | 11.   | 02            | 05            | 15            | 24:71         | 11            | nicht qualifiziert |
| 2002/03 | Verbandsliga Südwest | 01.   | nicht bekannt | nicht bekannt | nicht bekannt | nicht bekannt | nicht bekannt | nicht qualifiziert |
| 2003/04 | Regionalliga Südwest | 07.   | 08            | 03            | 11            | 44:64         | 27            | nicht qualifiziert |
| 2004/05 | Regionalliga Südwest | 05.   | 08            | 02            | 10            | 34:57         | 26            | nicht qualifiziert |
| 2005/06 | Regionalliga Südwest | 07.   | 08            | 02            | 12            | 47:49         | 26            | nicht qualifiziert |
| 2006/07 | Regionalliga Südwest | 06.   | 08            | 03            | 09            | 43:46         | 27            | nicht qualifiziert |
| 2007/08 | Regionalliga Südwest | 05.   | 11            | 05            | 06            | 46:35         | 38            | nicht qualifiziert |
| 2008/09 | Regionalliga Südwest | 01.   | 18            | 03            | 01            | 89:25         | 57            | nicht qualifiziert |
| 2009/10 | 2. Bundesliga        | 12.   | 02            | 06            | 14            | 21:58         | 12            | 2. Runde           |
| 2010/11 | Regionalliga Südwest | 06.   | 10            | 05            | 07            | 47:42         | 35            | 1. Runde           |
| 2011/12 | Regionalliga Südwest | 06.   | 09            | 04            | 07            | 41:36         | 31            | nicht qualifiziert |
| 2012/13 | Regionalliga Südwest | 1.    | 15            | 0             | 03            | 47:22         | 45            | nicht qualifiziert |
| 2013/14 | 2. Bundesliga        | 12.   | 0             | 02            | 20            | 05:97         | 02            | 1. Runde           |
| 2014/15 | Regionalliga Südwest | 09.   | 05            | 03            | 14            | 26:49         | 18            | 1. Runde           |
| 2015/16 | Regionalliga Südwest | 08.   | 08            | 03            | 11            | 36:49         | 27            | nicht qualifiziert |
| 2016/17 | Regionalliga Südwest | 07.   | 09            | 04            | 09            | 45:38         | 31            | nicht qualifiziert |
| 2017/18 | Regionalliga Südwest | 03.   | 13            | 0             | 09            | 40:34         | 39            | nicht qualifiziert |
| 2018/19 | Regionalliga Südwest | 09.   | 10            | 02            | 14            | 59:66         | 32            | nicht qualifiziert |
| 2019/20 | Regionalliga Südwest | 08.   | 5             | 1             | 8             | 26:29         | 16            | nicht qualifiziert |
| 2020/21 | Regionalliga Südwest | 04.   | 4             | 1             | 1             | 17:12         | 13            | nicht qualifiziert |
| 2021/22 | Regionalliga Südwest | 09.   | 6             | 2             | 4             | 21:44         | 21            | nicht qualifiziert |
| 2022/23 | Regionalliga Südwest | 09.   | 6             | 5             | 13            | 36:77         | 23            | nicht qualifiziert |
| 2023/24 | Regionalliga Südwest | 11.   | 3             | 4             | 15            | 24:68         | 13            | nicht qualifiziert |
| 2024/25 | Verbandsliga Südwest | 02.   | 20            | 1             | 3             | 102:12        | 61            | nicht qualifiziert |
| Anmerkung: Grün unterlegte Platzierungen kennzeichnen einen Aufstieg, rot unterlegte Spielzeiten einen Abstieg. |                      |       |               |               |               |               |               |                    |